# Nazionale femminile di pallavolo dell'Azerbaigian
La nazionale femminile di pallavolo dell'Azerbaigian è una squadra europea composta dalle migliori giocatrici di pallavolo dell'Azerbaigian ed è posta sotto l'egida della Federazione pallavolistica dell'Azerbaigian.

## Rosa
Segue la rosa delle giocatrici convocate per l'European Golden League 2024.
| N° | Nome                  | Ruolo | Data di nascita  | Squadra                    |
| -- | --------------------- | ----- | ---------------- | -------------------------- |
| 1  | Ceyran Əliyeva        | L     | 3 gennaio 1995   | -                          |
| 2  | Jana Dorošenko        | P     | 5 luglio 1994    | Hapoël SVA Rehovot         |
| 4  | Ilhama Aliyeva        | S     | 4 settembre 1999 | Murov                      |
| 6  | Raziya Aliyeva        | P     | 29 agosto 2002   | Azərreyl                   |
| 8  | Ülkər Kərimova        | S     | 22 giugno 1994   | Abşeron                    |
| 9  | Nikalina Bashnakova   | S     | 29 marzo 1998    | Vallecamonica Sebino       |
| 10 | Anastasiya Mertsalova | C     | 13 luglio 2001   | Severjanka                 |
| 11 | Aynur Kərimova        | C     | 7 dicembre 1988  | Azərreyl                   |
| 12 | Marianna Abueva       | P     | 2004             | -                          |
| 14 | Sanuber Alaskarova    | S     | 26 luglio 2002   | Milli Aviasiya Akademiyası |
| 16 | Julija Kərimova       | L     | 7 febbraio 1988  | Milli Aviasiya Akademiyası |
| 17 | Anastasiia Baidiuk    | S     | 5 dicembre 1999  | Orléans                    |
| 20 | Marharyta Stepanenko  | O     | 25 aprile 1993   | Békéscsabai                |
| 22 | Maryia Kiryliuk       | C     | 16 febbraio 1995 | Abşeron                    |

## Risultati

### Competizioni FIVB
| 1952 | non esistente   | -            |
| 1956 | non esistente   | -            |
| 1960 | non esistente   | -            |
| 1962 | non esistente   | -            |
| 1967 | non esistente   | -            |
| 1970 | non esistente   | -            |
| 1974 | non esistente   | -            |
| 1978 | non esistente   | -            |
| 1982 | non esistente   | -            |
| 1986 | non esistente   | -            |
| 1990 | non esistente   | -            |
| 1994 | 10º posto       | Convocazioni |
| 1998 | non qualificata | -            |
| 2002 | non qualificata | -            |
| 2006 | 14º posto       | Convocazioni |
| 2010 | non qualificata | -            |
| 2014 | 15º posto       | Convocazioni |
| 2018 | 15º posto       | Convocazioni |
| 2022 | non qualificata | -            |

### Competizioni CEV

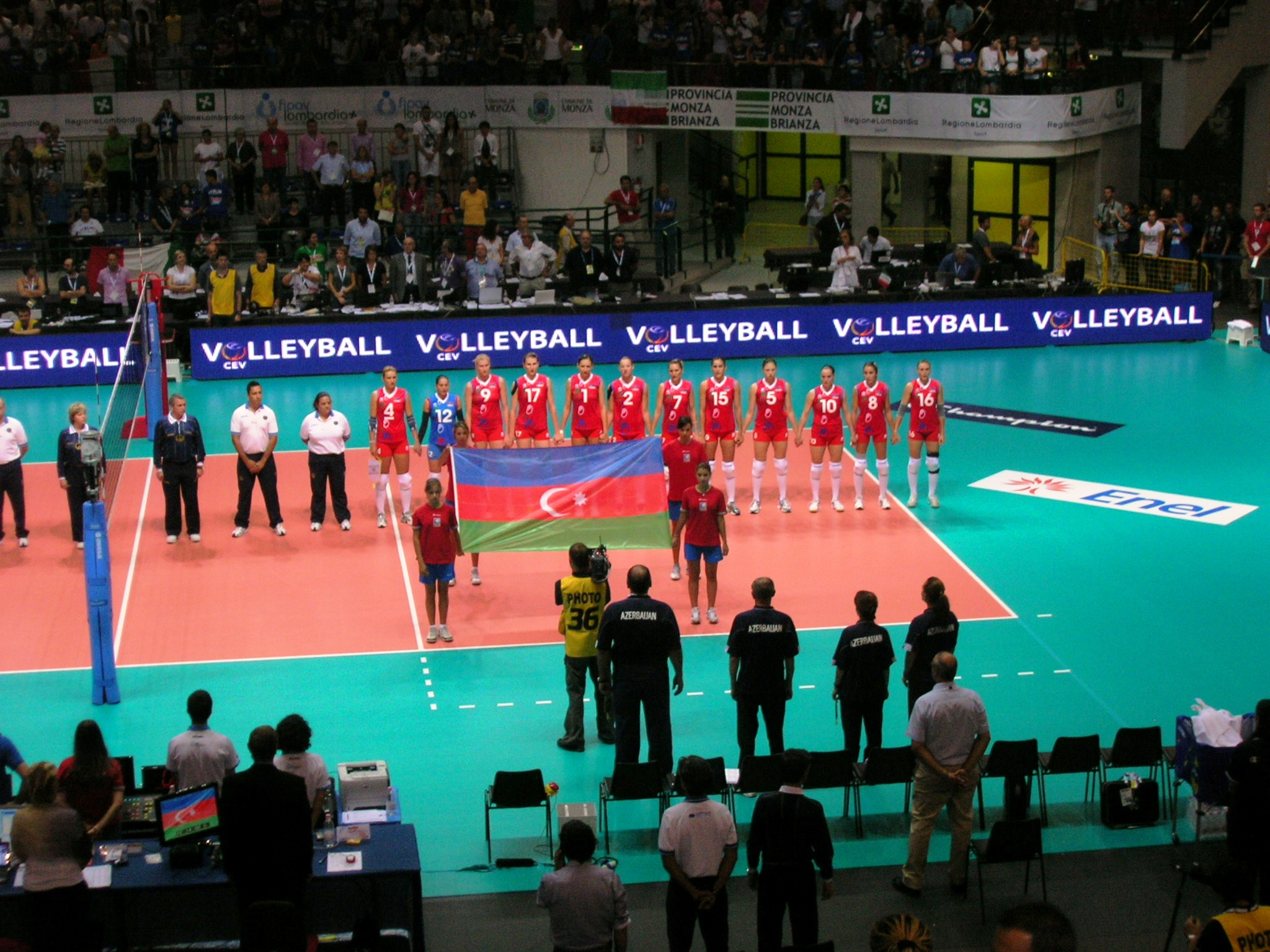
La nazionale dell'Azerbaigian al campionato europeo 2011

| 1949 | non esistente   | -            |
| 1950 | non esistente   | -            |
| 1951 | non esistente   | -            |
| 1955 | non esistente   | -            |
| 1958 | non esistente   | -            |
| 1963 | non esistente   | -            |
| 1967 | non esistente   | -            |
| 1971 | non esistente   | -            |
| 1975 | non esistente   | -            |
| 1977 | non esistente   | -            |
| 1979 | non esistente   | -            |
| 1981 | non esistente   | -            |
| 1983 | non esistente   | -            |
| 1985 | non esistente   | -            |
| 1987 | non esistente   | -            |
| 1989 | non esistente   | -            |
| 1991 | non esistente   | -            |
| 1993 | non qualificata | -            |
| 1995 | non qualificata | -            |
| 1997 | non qualificata | -            |
| 1999 | non qualificata | -            |
| 2001 | non qualificata | -            |
| 2003 | non qualificata | -            |
| 2005 | 4º posto        | Convocazioni |
| 2007 | 12º posto       | Convocazioni |
| 2009 | 12º posto       | Convocazioni |
| 2011 | 9º posto        | Convocazioni |
| 2013 | 15º posto       | Convocazioni |
| 2015 | 14º posto       | Convocazioni |
| 2017 | 4º posto        | Convocazioni |
| 2019 | 10º posto       | Convocazioni |
| 2021 | 24º posto       | Convocazioni |
| 2023 | 24º posto       | Convocazioni |

| 2009 | non qualificata | -            |
| 2010 | non qualificata | -            |
| 2011 | non qualificata | -            |
| 2012 | non qualificata | -            |
| 2013 | non qualificata | -            |
| 2014 | 4º posto        | Convocazioni |
| 2015 | non qualificata | -            |
| 2016 | 1º posto        | Convocazioni |
| 2017 | non qualificata | -            |
| 2018 | 5º posto        | Convocazioni |
| 2019 | 10º posto       | Convocazioni |
| 2021 | 10º posto       | Convocazioni |
| 2022 | non qualificata | -            |
| 2023 | non qualificata | -            |
| 2024 | 8º posto        | Convocazioni |
| 2025 | 12º posto       | Convocazioni |

### Competizioni zonali
| 2015 | 4º posto | Convocazioni |

### Competizioni estinte
| 1993 | non qualificata | -            |
| 1994 | non qualificata | -            |
| 1995 | non qualificata | -            |
| 1996 | non qualificata | -            |
| 1997 | non qualificata | -            |
| 1998 | non qualificata | -            |
| 1999 | non qualificata | -            |
| 2000 | non qualificata | -            |
| 2001 | non qualificata | -            |
| 2002 | non qualificata | -            |
| 2003 | non qualificata | -            |
| 2004 | non qualificata | -            |
| 2005 | non qualificata | -            |
| 2006 | 10º posto       | Convocazioni |
| 2007 | non qualificata | -            |
| 2008 | non qualificata | -            |
| 2009 | non qualificata | -            |
| 2010 | non qualificata | -            |
| 2011 | non qualificata | -            |
| 2012 | non qualificata | -            |
| 2013 | non qualificata | -            |
| 2014 | non qualificata | -            |
| 2015 | non qualificata | -            |
| 2016 | non qualificata | -            |
| 2017 | non qualificata | -            |